# Grobnica Lorenza Medičejskega Veličastnega
Grobnica Lorenza Medičejskega Veličastnega, vojvode Urbina je kiparski in arhitekturni kompleks iz marmorja (650 x 470 cm), delo Michelangela Buonarrotija, ki je nastala v letih 1524–1534 in je del dekoracije Nove zakristije v cerkvi sv. Lovrenca v Firencah.

## Zgodovina
Z Lorenzovo smrtjo leta 1519, zadnjega potomca glavne veje (di Cafaggiolo) družine Medici (vsaj v njenih zakonitih razsežnostih), se je njegov stric Giovanni, kot papež Leon X., odločil, da bo Michelangelu zaupal gradnjo monumentalne grobnice v družinski cerkvi v Firencah in ustvaril prostor za Staro zakristijo Brunelleschija, prvo družinsko kapelo. Poleg tega bi bil v kapeli pokopan papežev brat Giuliano, vojvoda Nemourski (umrl leta 1516) in dva Magnifici, Lorenzo († 1492) in Giuliano († 1478), oče in stric papeža.
Prenova Nove zakristije se je začela že okoli leta 1519, dela pa so se začela leta 1521. Po prekinitvi zaradi papeževe smrti so se nadaljevala leta 1524, ko je umetnik za novega medičejskega papeža Klemena VII. dokončno postavil arhitekturno strukturo kompleksa. Tisto leto so pripravili makete za grobnice dveh "vojvod". Delo je trajalo dolgo, tudi zaradi številnih zavez umetnika (Laurentijska knjižnica, grobnica papeža Julija II.) in vse bolj utrujen prišel do rešitve z manjšim številom kipov, kot je bilo načrtovano: le tri namesto pet ali sedem. Pravzaprav dve personifikaciji rek pekla, ki naj bi bili postavljeni ob vznožju groba, nikoli nista bili uresničeni, niti kipi za dve stranski niši, ki bi morda morali predstavljati Znanje in Voljo in ki ju je umetnik verjetno želel prenesti pomočnikom.
V Lorenzovem grobu je pokopan tudi njegov domnevni nezakonski sin Alessandro de' Medici, prvi vojvoda Firenc. Neprijeten lik, ne spominja se ga noben nagrobnik ali znak, vendar so vsi raziskovalci ostankov v grobu poročali o njegovi prisotnosti.

## Opis

### Arhitektura
Michelangelo je preučeval okolje, ki je hkrati organsko in dramatično, z grobnicami, ki niso le naslonjene na stene, ampak so neposredno njegov del, z neposrednim in neločljivim odnosom med arhitekturnimi členi, sarkofagom in kipi.
Ostanki vojvode Lorenza so v marmorni skrinji, ki jo je navdihnila antična v Panteonu, podprta z dvema ipostoma, nad njo pa je v sredini zlomljen mrežasti lok in na koncih okrašen z volutami. Na zunanjih straneh impostov so okrasni frizi z ovnovimi lobanjami, motiv rimske umetnosti, medaljoni, iz katerih štrlijo vrvi (spominjajo na prevoz krst mrtvih), školjka pokrovača, krščanski motiv, ki spominja na romanje duše. Spodaj na podstavku, vedno ob strani, je relief s patero. Na dveh delih loka sta kipa poosebljenje dneva, moški in ženska, v tem primeru Mrak in Aurora.
Prelomljena črta nad sarkofagom je bila interpretirana kot simbolna odprtina, skozi katero se duša loči od telesa in najde podobo v idealiziranem portretu Lorenza, ki stoji v osrednji niši zgoraj. Če je spodnji register enostavnejši (sestavljen iz ogledal, ki tvorijo trezno ozadje kipov), je zgornji, ločen z zarezanim vencem s frizom mask, bolj členjen.
Navpični trikotnik, ki je prisoten tudi v spodnjem delu, je tukaj poudarjen z žlebastimi pilastri in z domiselnimi kapiteli (v katerih maskah je predvidena manieristična umetnost), ki uokvirjajo osrednjo pravokotno nišo z arhitravom in nad njo z gladko mizo; na straneh sta dve simetrični niši z obokanim timpanonom, volutami, okrašeni z ribjimi luskami, nad timpanonom pa groteskni zmaji v reliefu, z valovitimi repi kot trakovi. Na vrhu so reliefni okraski (girlande, amfore in trakovi), voluta kot ločni ključ in v skladu s pilastri kocke s pari balustrad.

### Skulpture
Portret Lorenza de' Medici, vojvode Urbina, je v skladu z natančno renesančno tipologijo, znano kot "melanholična", z alkimističnimi posledicami. Njegov položaj je bil opisan tudi kot sklicevanje na kontemplativno življenje neoplatonske doktrine.
Dva dela dneva, Mrak in Aurora, sta namesto tega razmislek o preteku časa in o človeški usodi: ne preseneča, da portreta Lorenza in Giuliana obrneta pogled na Madono in otroka, konec in olajšanje človeškega trpljenja.
- Portret Lorenza Medičejskega Veličastnega, vojvode Urbinskega (približno 1525)
- Aurora (1524–1527)
- Mrak (1524–1531)